# Kelly Road
Kelly Road est une communauté du Canada située dans le comté de Prince, sur l'Île-du-Prince-Édouard. Elle se trouve au nord-est de O'Leary.